# Sielsowiet Łomowicze
Sielsowiet Łomowicze (biał. Ламавіцкі сельсавет, Łamawicki sielsawiet; ros. Ломовичский сельсовет) – sielsowiet na Białorusi, w obwodzie homelskim, w rejonie oktiabrskim, z siedzibą w Łomowiczach.

## Demografia
Według spisu z 2009 sielsowiet Łomowicze zamieszkiwało 1054 osób, w tym 1025 Białorusinów (97,25%), 13 Rosjan (1,23%), 10 Mołdawian (0,95%), 5 Ukraińców (0,47%) i 1 Tadżyk (0,09%).

## Geografia i transport
Sielsowiet położony jest na Polesiu, w południowej i środkowej części rejonu oktiabrskiego. Na jego terytorium znajduje się Rezerwat Biologiczny Babiniec.
Przez sielsowiet przebiega droga republikańska R34.

## Miejscowości
- agromiasteczko:
  - Łomowicze
- wsie:
  - Hać
  - Hrabjo
  - Kuryn
  - Niunaje
  - Podhać
  - Zaazierje
  - Żukawiczy